# Idactus baldasseronii
Idactus baldasseronii là một loài bọ cánh cứng trong họ Cerambycidae.